# 串本站
串本站（日语：／ Kushimoto eki */?）是位於和歌山縣東牟婁郡串本町，屬於西日本旅客鐵道（JR西日本）的紀勢本線（紀國線）車站。事務管號碼為▲622053。此站為本州、和歌山縣與JR西日本管轄範圍內最南端的車站，為串本町的中心車站。特急「黑潮」在內的所有列車均在此站停靠，並設有普通列車在此站折返。

## 歷史
- 1936年（昭和11年）12月11日 - 國鐵紀勢中線下里站至此站之間開通，此站啟用[1]。
- 1940年（昭和15年）8月8日 - 江住站至此站之間開通，同時路線改名為紀勢西線[1]。
- 1959年（昭和34年）7月15日 - 三木里站至新鹿站之間開通，同時路線改名為紀勢本線[1]。
- 1979年（昭和54年）12月11日 - 現時使用的車站大樓竣工[3]。
- 1987年（昭和62年）4月1日 - 伴隨國鐵分割民營化，車站由西日本旅客鐵道（JR西日本）營運[1]。
- 2012年（平成24年）6月1日 - 引入地區站長制，設置了地區站長[4]。
- 2016年（平成28年）12月17日 - 車站可以使用「ICOCA」智能卡[5]。

## 車站構造
本站為地面車站，設有1面1線的單式月台和1面2線的島式月台，共設有2面3線的混合式月台。單式月台（1號月台）側設有站房，兩月台之間設有跨線橋連接。現時的車站使用近代風格並以以混凝土建造，在1979年（昭和54年）竣工。
此站為直營車站，是新宮站（管理車站）旗下的地區車站，並設有地區站長。站內設有綠色窗口（營業時間5:30 - 21:30）和自動售票機，但沒有設置自動閘機。站內另設有廁所、車站租車櫃臺、串本町觀光資訊中心和租單車服務。
在3號月台側邊的路軌旁豎有「本州最南邊的車站」的牌，站前也有豎立「本州最南邊的車站」的石碑與橋杭岩的紀念碑。

### 月台
| 月台 | 路線   | 方向                                     | 備註                           |
| ---- | ------ | ---------------------------------------- | ------------------------------ |
| 1    | 紀國線 | 白濱、紀伊田邊、和歌山、新大阪、京都方向 |                                |
| 2    | 紀國線 | 白濱、紀伊田邊、和歌山方向               | 待避列車和從此站出發的列車使用 |
| 2    | 紀國線 | 紀伊勝浦、新宮方向                       | 待避列車和從此站出發的列車使用 |
| 3    | 紀國線 | 紀伊勝浦、新宮方面                       |                                |

- 以上的路線名是使用旅客資訊上的名稱（愛稱）。
- 1號月台為下行本線，3號月台為上行本線，通常是使用該2個月台。
- 中線為2號月台，部分普通列車在待避特急時會使用，在從站出發或在此站為終點站的普通列車也會使用此月台。但會有例外，從新宮的尾班列車會使用1號月台，隨後進行夜間停泊，在第二朝執行首班車前往紀伊田邊方向的班次。

## 使用狀況
以下列出近年1日平均乘車人次。
| 年度   | 一日平均 乘車人次 |
| ------ | ----------------- |
| 1998年 | 753               |
| 1999年 | 746               |
| 2000年 | 678               |
| 2001年 | 621               |
| 2002年 | 568               |
| 2003年 | 519               |
| 2004年 | 501               |
| 2005年 | 470               |
| 2006年 | 481               |
| 2007年 | 441               |
| 2008年 | 417               |
| 2009年 | 399               |
| 2010年 | 405               |
| 2011年 | 333               |
| 2012年 | 344               |
| 2013年 | 370               |
| 2014年 | 398               |
| 2015年 | 390               |
| 2016年 | 341               |
| 2017年 | 354               |

## 車站周邊
車站周邊都是串本的市中心。在車站前設有公共交通工具前往大部分於附近一帶的觀光景點，車站成為觀光地點的據點。車站附近設有串本町政廳、縣政府機関和學校。此外，從此站出發往和歌山方向的列車，在經過首條短隧道前的入口處，為本州最南邊的路軌。
- 串本町政廳
- 串本警署（日语：串本警察署）
- 串本郵局（日语：串本郵便局）
- 串本海上保安署
- 串本町立串本小學
- 串本町立串本中學
- 串本町消防總部（日语：串本町消防本部）
- 串本町立醫院
- 和歌山地方法務局田邊分局串本出張所
- 和歌山縣立串本高等學校（日语：和歌山県立串本高等学校）
- 串本町文化中心
- 串本町圖書館（日语：串本町図書館）
- 串本町立體育館
- 串本町立橋杭小學
- 串本橋杭海灘
- 串本應拳蘆雪館（日语：串本応挙芦雪館）
- 橋杭岩
- 潮岬
- 串本海中公園（日语：串本海中公園）
- 紀伊大島
- 湯之花溫泉（日语：湯の花温泉 (和歌山県)）
- 串本泉泉

## 巴士路線
串本町社區巴士
隨著熊野交通紀伊勝浦站以西的巴士路線廢止，串本町引入社區巴士為替代交通方法。但是跨越串本町的巴士路線，即前往紀伊勝浦站、太地站以及江住站的直通巴士全部廢止，需要使用鐵路前往。
- 佐部、上田原線（田原以西區間事實上是熊野交通新宮潮岬線的代替路線）

上田原生活改善中心－佐部－田原漁協前－古座別墅－古座站前－橋杭岩－串本站
- 潮岬線（為熊野交通串本潮岬線的代替路線）

串本站－串本高校前－潮岬觀光塔
- 大島線（為熊野交通大島線的代替路線）

串本站－串本高校前－串本中學前－串本大橋－大島港－峰地－樫野燈塔口
從峰地前往須江漁港需轉乘合乘計程車
- 出雲線（為熊野交通出雲線的代替路線）

串本站－串本高校前－串本中學前－出雲－青少年之家
- 和深線（在町邊界附近的雨島巴士站前為熊野交通江住線的代替路線）

串本站－串本高校前－海中公園中心－田並站前－田子站前－和深站前－雨島
從和深駅站前往水源地、里川集會所、宮平橋方向需轉乘合乘計程車
古座川町故鄉巴士
- 本川線
  - JR串本站－古座川醫院－古座站－中湊－政廳前－Hotan莊（日语：月野瀬温泉）－明神橋－明神學校前－一枚岩（日语：古座川の一枚岩）－三尾川橋－佐田櫻公園－五郎橋－下露－松根
- 小川線
  - JR串本站－古座川醫院－古座站－中湊－政廳前－Hotan莊－明神橋－明神學校前－明神橋－中崎－瀧之拜－田川

## 其他
- 使用特急的乘客可在此處泊車，第一日的停車費免費（泊車轉乘措施，限定4架）。

## 相鄰車站
西日本旅客鐵道
 紀國線（紀勢本線）
- 特急「黑潮」停車站

紀伊姬－串本－紀伊有田

## 注腳
1. 1 2 3 4 5  曾根悟（監修）. 朝日新聞出版分冊百科編集部（編集） , 编. . 朝日百科週刊. 25號 紀勢本線、參宮線、名松線. 朝日新聞出版. 2010-01-10: 18–21.
2. ↑  日本國有鐵道旅客局(1984)『鉄道・航路旅客運賃・料金算出表 昭和59年４月20日現行』。
3. ↑  天王寺鉄道管理局三十年寫真史 P.135（相片），P.245（年表）
4. ↑  地区駅長制度:JR西が導入、来月から4駅 自治体、住民と連携 ／和歌山 （页面存档备份，存于） 2012年5月22日發布
5. ↑  和歌山県内の特急 「くろしお」号停車駅で、ICOCAがご利用できるようになります！ （页面存档备份，存于） 西日本旅客鐵道 新聞發布 2016年8月9日
6. ↑  『和歌山縣統計年鑑』及『和歌山縣公共交通機關等資料集』

## 外部連結
- 串本｜車站資訊：JR出門網 - 西日本旅客鐵道